# DeWitt Clinton Cregier

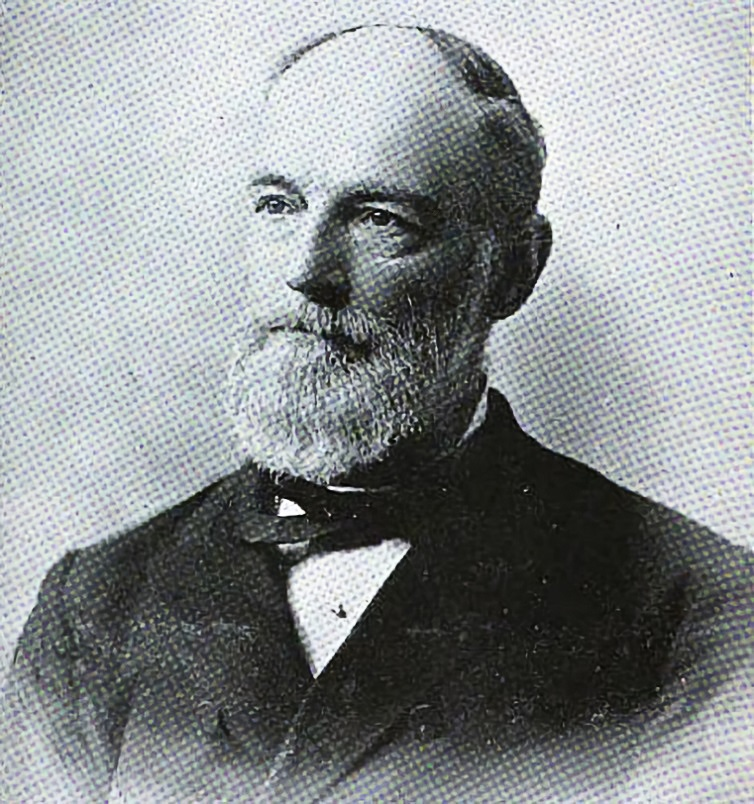
DeWitt Clinton Cregier

DeWitt Clinton Cregier (* 1. Juni 1829 in New York City; † 9. November 1898 in Chicago, Illinois) war ein US-amerikanischer Politiker. Zwischen 1889 und 1891 war er Bürgermeister der Stadt Chicago.

## Werdegang

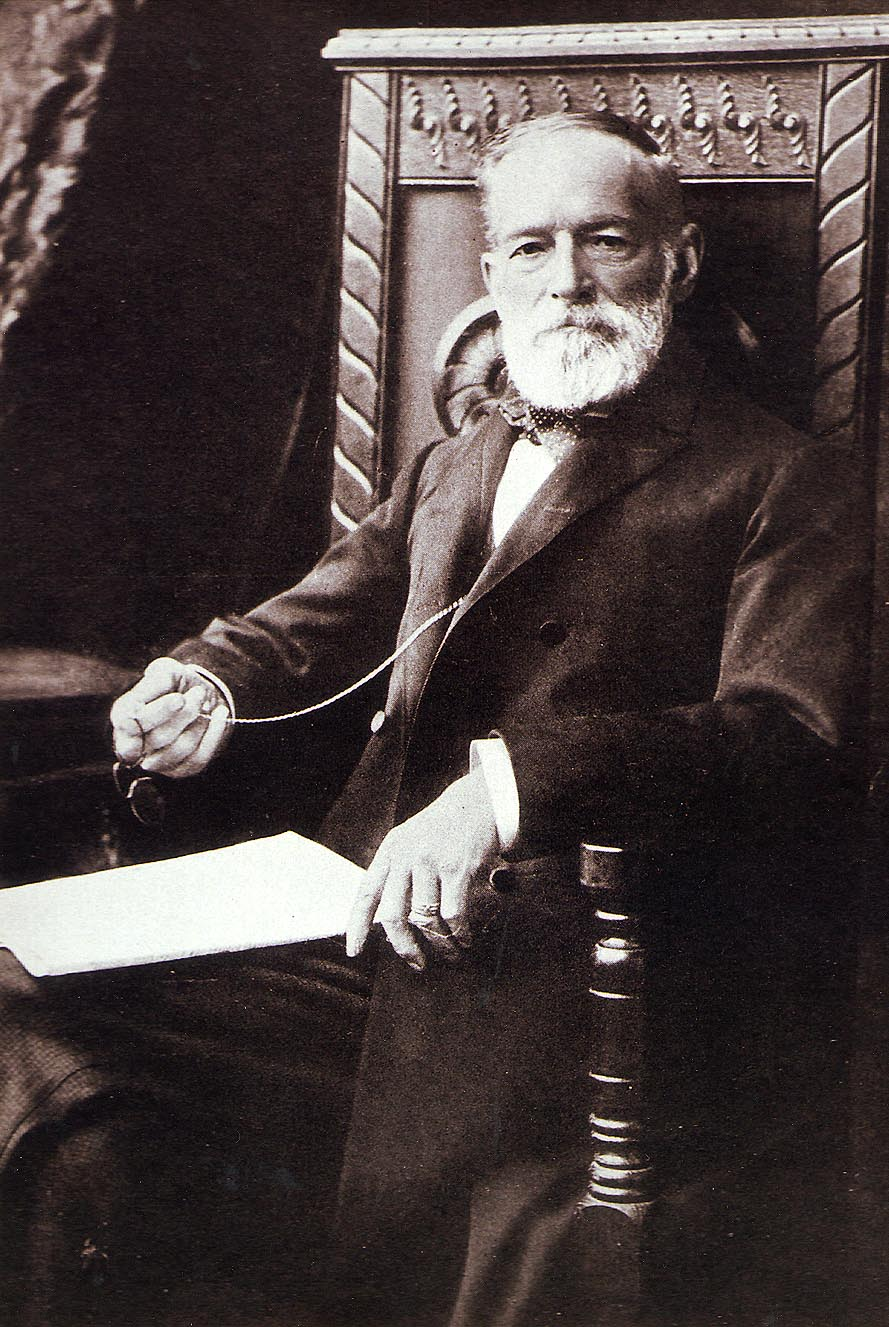
DeWitt Cregier, Bürgermeister von Chicago

Über die Jugend und Schulausbildung von DeWitt Cregier ist nichts überliefert. Er war Bauingenieur und leitete 25 Jahre lang die Wasserwerke der Stadt Chicago. In den Jahren 1875 und 1876 meldete er zwei Patente auf Hydranten an, die dann in Chicago eingeführt wurden und auf vielen alten Stadtansichten zu sehen sind. Er war auch Mitglied der Freimaurer und der Demokratischen Partei.
Im Jahr 1889 wurde Cregier als Nachfolger von John A. Roche  zum Bürgermeister von Chicago gewählt. Dieses Amt bekleidete er zwischen 1889 und 1891. Im Jahr 1894 wurde er von Präsident Grover Cleveland zum Leiter des United States Indian Warehouse in Chicago ernannt. Er starb am 9. November 1898 in Chicago, wo er auch beigesetzt wurde.